# 凝結

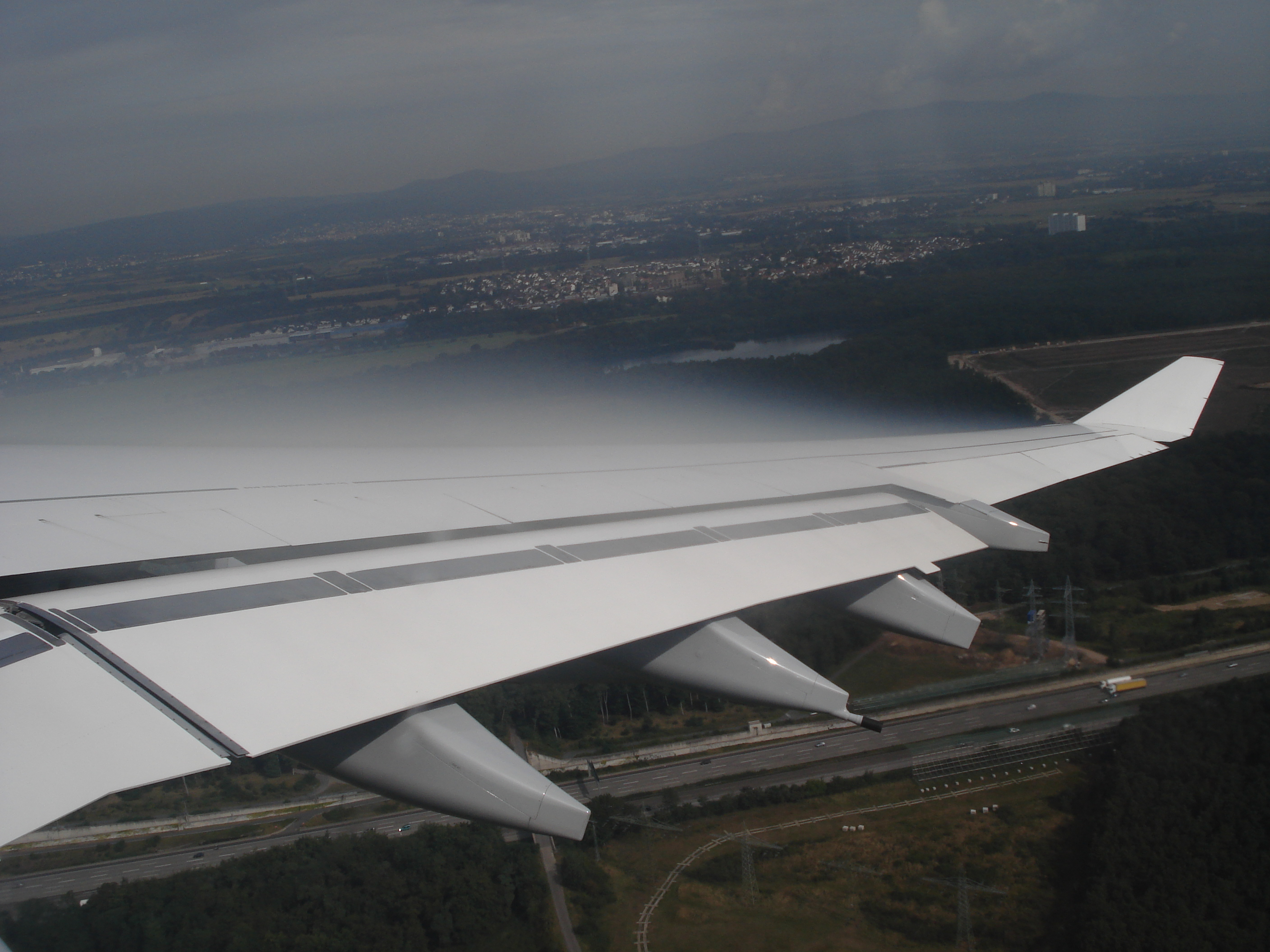
A340機翼上凝結的水汽

凝結（英語：condensation），或稱凝析，是氣體遇冷而變成液體，如水蒸气遇冷变成水。温度越低，凝結速度越快。在水循环中常提到凝結。像空氣中的水蒸气接觸到其他固體、液體表面，或是接觸到云凝结核，因而形成液體，即為凝結。若气体遇冷後直接變成固體，則稱為凝华。
凝結也是化工生产中常見的程序，以成本低的水或空气作冷凝的介质，使其他物質的溫度降低。经过冷凝操作后，水或空气温度会升高，如果直接排放会造成热污染。
凝結和蒸发是作用相反的两个单元操作，蒸馏是蒸发和凝結的联合操作。

## 開始凝結
凝結的開始是由於氣相物質中形成了團簇結構（例如雲中水滴或雪花的形成），或是氣態物質接觸到固態或是液態的表面。

## 一些可逆性的現象
以下是氣態/固態或是氣態/液態的表面會出現的一些可逆性現象。
- 氣態物質被液態所吸收（氣態和液態的物質可能相同，也可能氣態物質溶解在液態中），其可逆反應為蒸发[1]。
- 若固態表面的溫度及壓力大於氣態物質的三相點，氣態物質會吸附在固態表面，形成液滴，其可逆反應也是蒸发。
- 固態表面的溫度及壓力小於氣態物質的三相點，氣態物質會吸附入固態結構中，也成為固態，其可逆反應為升华。

## 常見的凝結現象
凝結常出現在蒸氣冷卻或是加壓到其飽和點（若是水蒸氣，即為露點），氣態的分子密度達到其上限。冷卻或加壓蒸氣，再收集凝結後液體的設備稱之為冷凝器。

## 凝結的量測
氣象學中會量測在不同大氣壓力及溫度下，水蒸氣凝結成水的速率。

## 凝結的應用

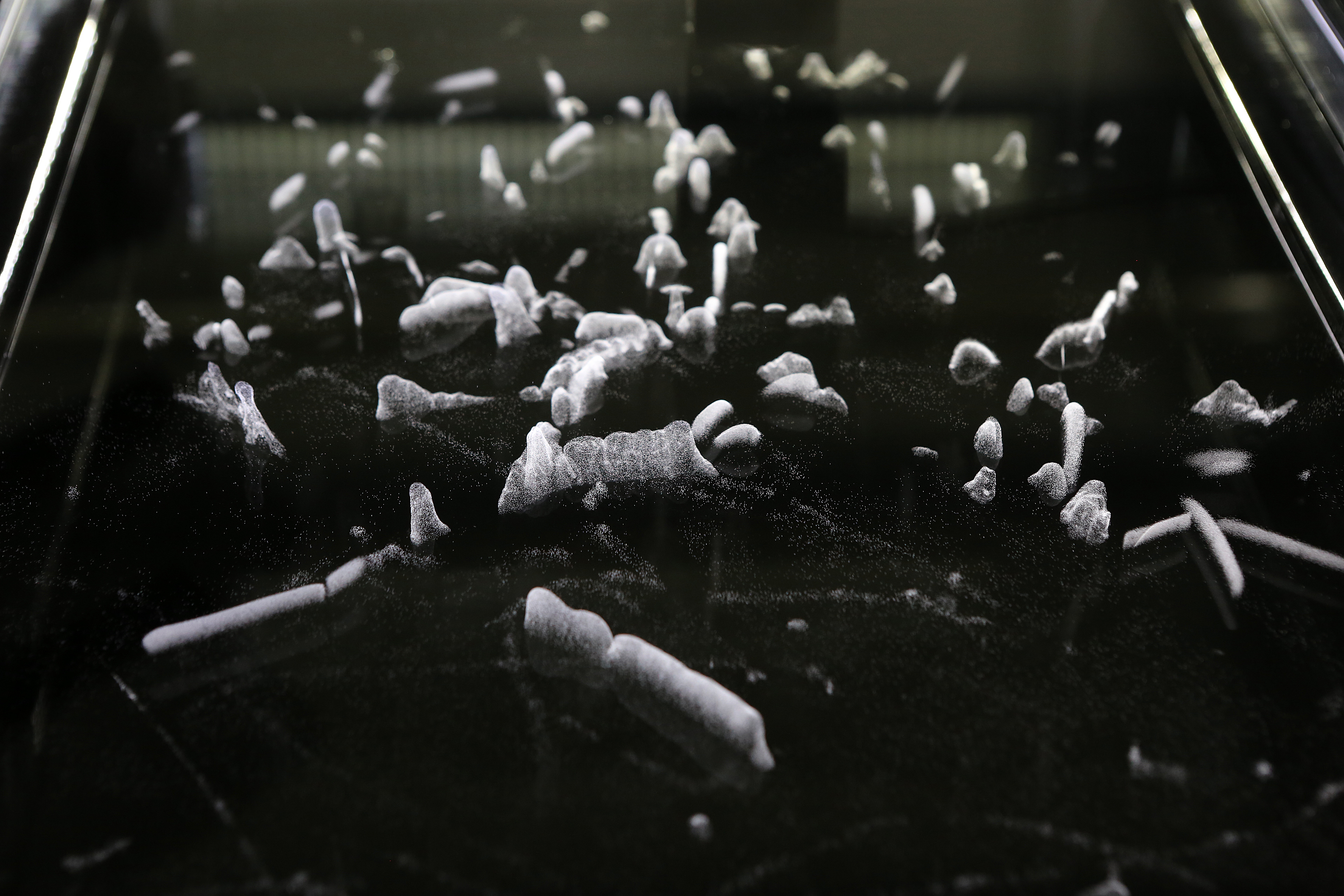
在云室中的氣體（有時會用水，不過多半是2-丙醇）因為接觸到輻射粒子而凝結，產生類似飛機雲的效果

凝結是蒸餾中很重要的一部份，蒸餾在實驗以及化工應用中都很重要。
凝結是會自然發生的現象，因此人們也可以用凝結來產生大量的水，供應人們所需。許多建築物興建的目的就是為了讓水蒸氣凝結，再收集水份，例如通风井以及集霧器。有些地區有沙漠化的情形，可以用此系統可以維持這些地區的水份，此方式保持水份的效果很好，因此有些組織教育在沙漠化地區的居民用此方式來儲水，以克服水源不足的問題。
凝結也是在云室中追蹤粒子的關鍵過程。在云室中，因為入射粒子產生的離子即為凝結核，氣體會在附近凝結，形成產生類似飛機雲的效果。
凝結也是許多工業程序中的關鍵步驟，例如發電，海水淡化、熱管理、冷凍及空調等程序。

## 和生物體的關係
許多生物是靠凝結而來的水作為水份的來源，例如澳洲的魔蜥、纳米比亚海岸的拟步行虫，以及美國西岸的加州紅木。

## 建築物內的凝結

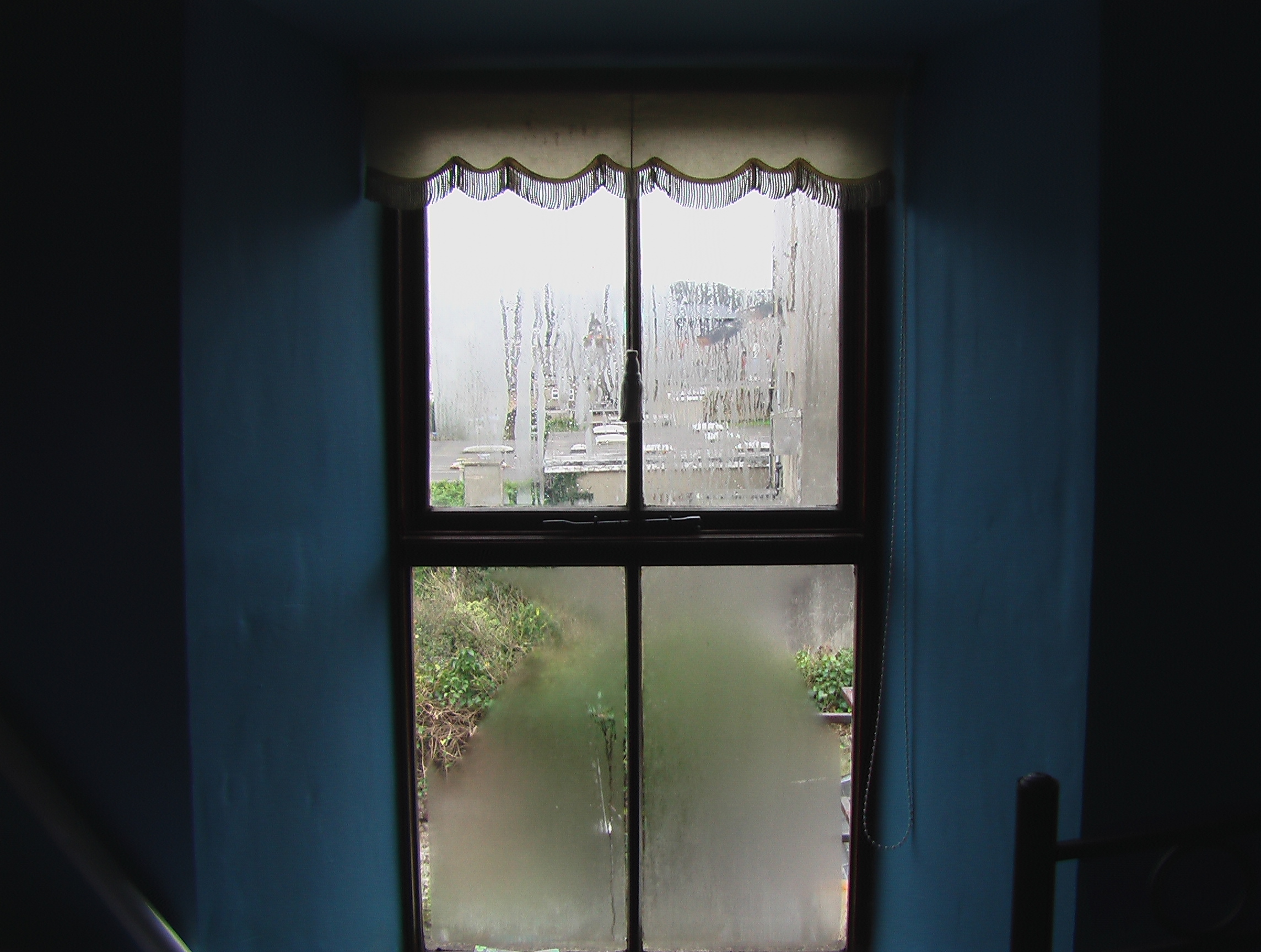
淋浴後窗戶上的水氣凝結

建築物內的水氣凝結會導致建築物內的濕氣、黴菌相關健康問題、木材乾腐或腐蚀、水泥和砖石墙壁受損，以及因為熱傳導的增加造成空調電費的增加，是不希望看到的現象。為了避免這些問題，需要降低室內的濕度，或是改善室內的通風。有許多可行的方式，例如開窗戶、打開通風扇、使用除濕機、在室外烘干衣服、在烹調時覆盖锅碗瓢盆等。裝設空調系統或是通風系統有助於將室內的濕氣排出，也讓建築物內的空氣可以流通。若提高溫度，空氣中可以容納的水蒸氣量就會增加，不過若溫暖潮濕的空氣碰到冷的表面就會凝結，空氣溫度降低，其中可保持的水蒸氣量也會降低，這是室內常用的凝結來源，因此此一作法有其風險。
內部結構凝結可能是因為熱橋效應、缺乏隔熱、防潮、隔熱玻璃，或是類似設備的效果不足。